# Hojník chlumní
Hojník chlumní (Sideritis montana) je nižší, vlnatě chlupatá, planě rostoucí rostlina, jediný druh rodu hojník který v České republice roste. Je bylinou v ČR velmi vzácnou, je řazen k rostlinám akutně ohroženým vyhynutím.

## Rozšíření
Původní druh ze Středozemí je rozšířen od jihovýchodní Francie a severní Itálie přes celý Balkán (s výjimkou Řecka) až po oblasti okolo Černého a Kaspického moře (Ukrajinu, Rusko, Turecko, Írán, Afghánistán, Turkmenistán). Severní hranice původního rozšíření sahá po Švýcarsko, jih Německa, Rakousko, Českou republiku a Slovensko. Zavlečen byl na jihozápadě na Pyrenejský poloostrov a na severu do jižní části Norska.
V Česku je původním druhem pouze na sprašových půdách jižní Moravy. V oblasti středních Čech vyrůstá jen druhotně, bývá tam přechodně zavlékán.

## Ekologie
Tato teplomilná rostlina je vázána na osluněná stanoviště, roste na výslunných stráních s vápnitými a štěrkovitými půdami. Nejlépe mu prospívají lehké půdy, dobře snáší sucho. Vyskytuje se v termofytiku od nížin až po pahorkatiny.
Ještě v polovině 20. století býval hojník chlumní mnohem četnější, vyskytoval se často v obilovinách a jako rostlina strnišť. Mimo to místně rostl ve vytrvalých pícninách, okopaninách i na vinicích. Býval považován za plevelnou rostlinu a byl huben.

## Popis
Jednoletá, 15 až 30 cm vysoká bylina s lodyhou přímou a od spodu větvenou v několik vystoupavých větví. Lodyha je porostlá přisedlými listy dlouhými 1 až 3 a širokými 0,5 až 1 cm. Listové čepele jsou tvaru obkopinatého nebo elipsovitého, na vrcholu jsou zašpičatělé a v spodní části jemně zoubkované. Lodyhy i matně zelené listy jsou z obou stran vlnatě chlupaté.
V horní části lodyhy i větví vyrůstají obkopinaté či široce elipsovité listeny, které se směrem vzhůru zmenšují. Z jejich úžlabí rostou chudé, nahloučené, pěti až šestikvěté lichopřesleny, které dohromady skládají dlouhý přetrhovaný klas, obvykle delší než polovina rostliny.
Téměř přisedlé drobné květy mají slabě dvoupyský, nitkovitě zvonkovitý kalich s pěti ostře špičatými cípy dlouhý asi 8 mm. Přibližně stejně dlouhá, drobná koruna je mírně dvoupyská, horní dvouzubý pysk je červenohnědý, dolní trojlaločný je žlutý nebo červenohnědě lemovaný. Dvoumocné tyčinky skryté v korunní trubce jsou čtyři, čtyřdílný semeník nese dvouramennou čnělku, jedno její rameno je oblé a druhé zploštělé. Květy rozkvétají od června do září, opylovány jsou entomogamně.

## Rozmnožování
Plodem je trojboká tvrdka se čtyřmi, asi 1,5 mm velkými plůdky bez endospermu. Tyto plůdky, semena, jsou jedinou možností, jak se může rostlina rozmnožovat. Statná rostlina může vyprodukovat i tisíce semen, ta mohou vyklíčit brzy po uzrání nebo několik let přečkat v půdě.

## Ohrožení
Hojník chlumní patří mezi nejvzácnější druhy panonské flóry, které v ČR rostou, vyskytuje se na stále se snižujícím počtu stanovišť. Byl proto pro usnadnění jeho záchrany prohlášen „Červeným seznamem cévnatých rostlin České republiky z roku 2012“ za kriticky ohrožený druh (C1t).

## Poznámka
Někdy bývá hojník chlumní zaměňován s hojníkem makedonským (Sideritis scardica), s léčivkou, která je součásti balkánského bylinného lektvaru „Mursalský čaj“.

## Galerie

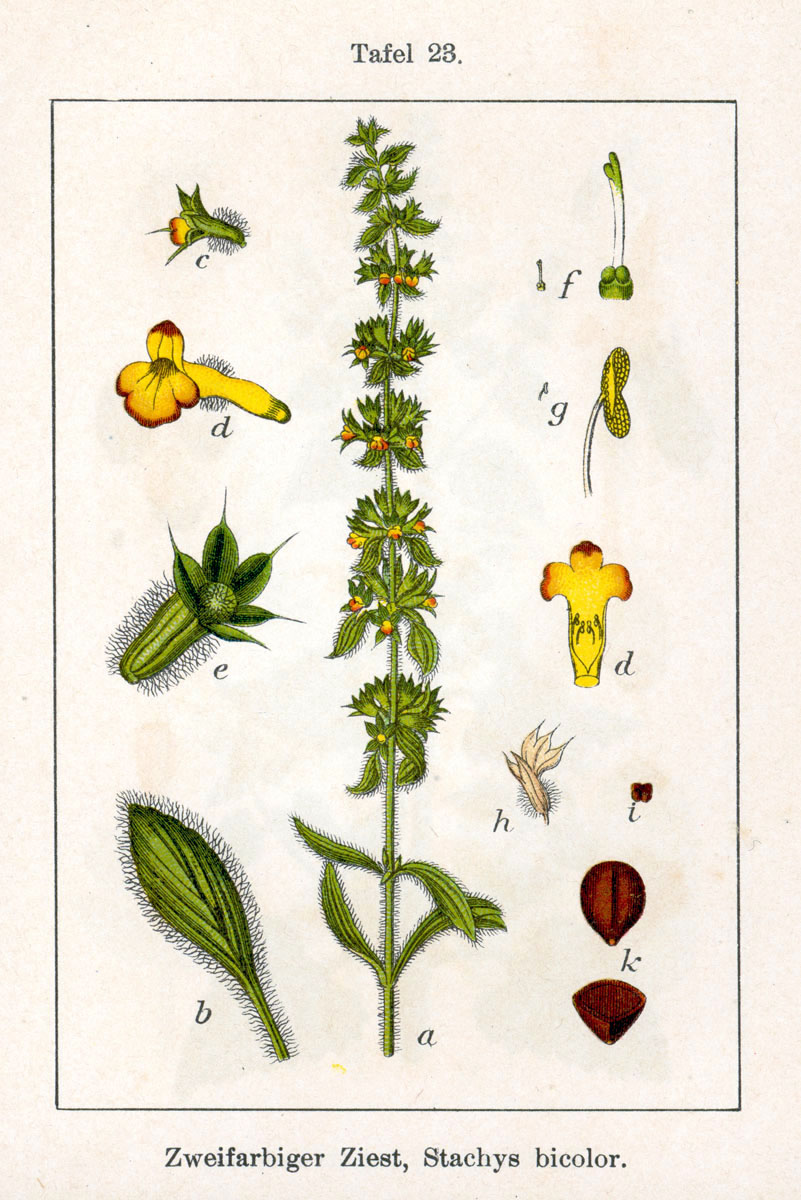
Zobrazení rostliny
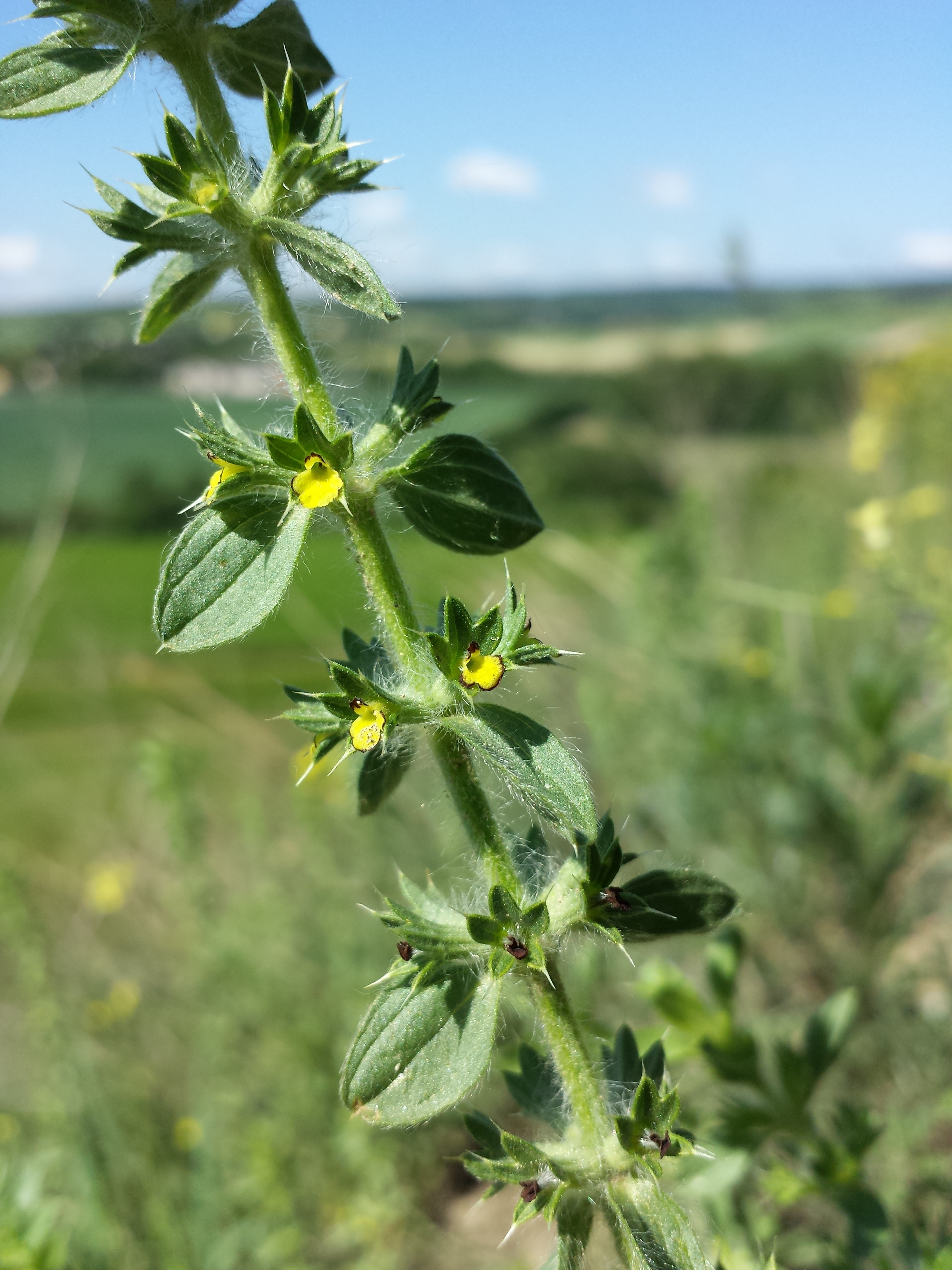
Část květenství
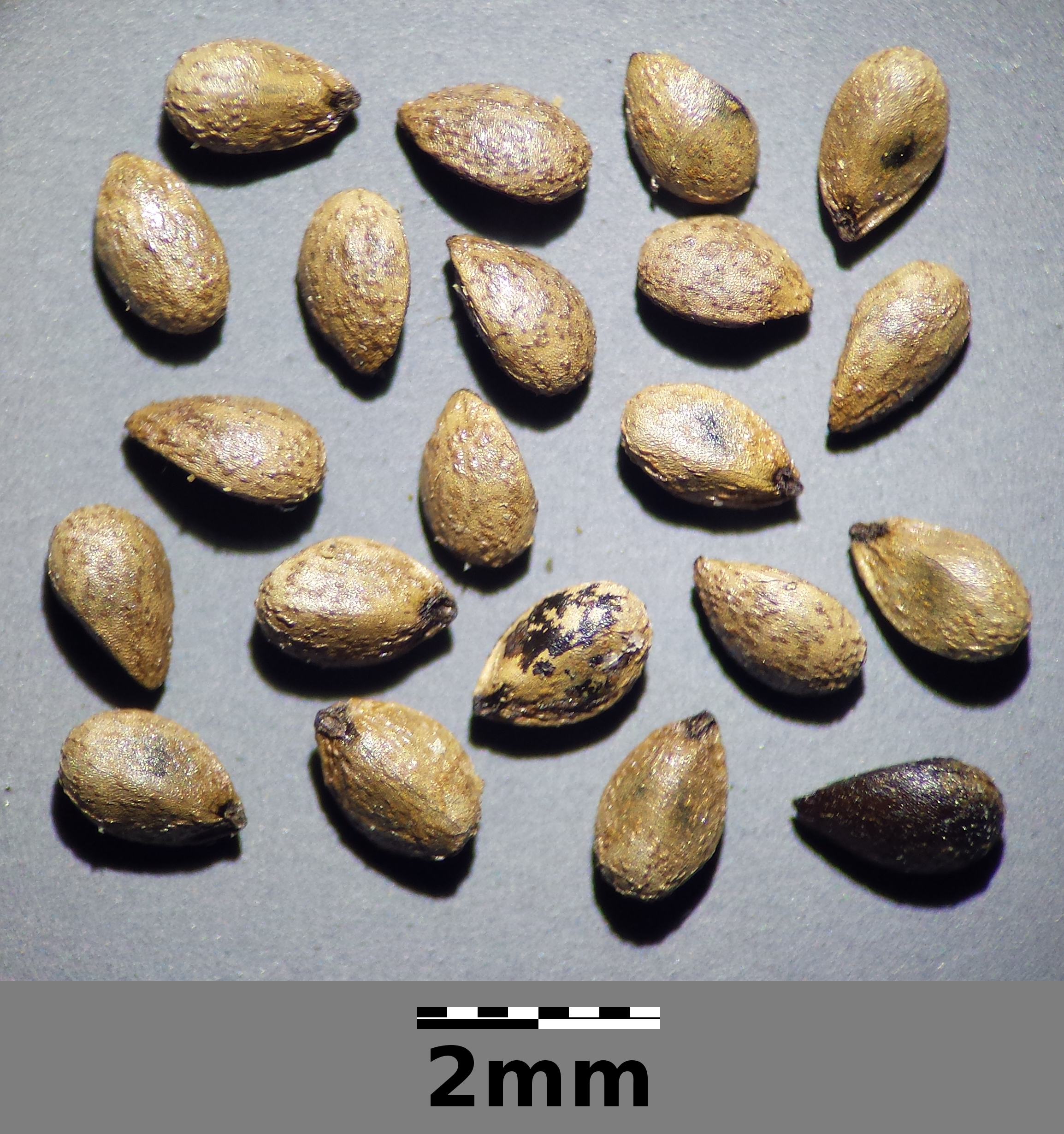
Semena